# Partycypacja
Partycypacja (z łaciny particeps - biorący udział, z ang. participation – uczestniczenie) – uczestnictwo, udział jednostek w większej grupie, formacji, projekcie czy instytucji.
Pojęcie związane z sektorem pracy (partycypacja pracownicza, udział w zarządzaniu przedsiębiorstwem, udział w procedurach decyzyjnych) oraz z teoriami demokracji (udział ludności w podejmowaniu decyzji politycznych i ekonomicznych, współpraca między instytucjami a społeczeństwem, podział władzy). 
Szczególnym zastosowaniem pojęcia partycypacji jest popularny w niektórych krajach system "demokracji partycypacyjnej" (inaczej uczestniczącej), polegający na uspołecznieniu zarządzania budżetami miast lub dzielnic. Tak powstający budżet, nazywany budżetem partycypacyjnym, stosowany jest m.in. w Porto Alegre w Brazylii oraz w kilku dzielnicach Paryża. Choć w realizowanych projektach demokracji partycypacyjnej bierze udział tylko część społeczeństwa (choć mogą wszyscy), zaś budżety partycypacyjne stanowią na ogół zaledwie kilka procent ogólnego budżetu miasta czy dzielnicy, demokracja partycypacyjna uważana jest za jedną z form realizacji demokracji bezpośredniej, czyli rządów bez pośrednictwa wybieranych reprezentantów.

## Przykłady partycypacji
- partycypacja polityczna
- partycypacja ekonomiczna
- partycypacja filozoficzna